# روبرتا بوندار
روبرتا بوندار (بالإنجليزية: Roberta Bondar)‏ (و. 1945 – م) هي رائدة فضاء، وأحيائية، ومصورة، وأعصابياتية، وطبيبة من كندا . ولدت في سو ساينت ماري .

## النشأة والتعليم
وُلدت بوندار في سو ساينت ماري بمقاطعة أونتاريو الكندية، في 4 ديسمبر عام 1945. والدها، الذي عمل في لجنة المرافق العامة بسو ساينت ماري، من أصل أوكراني، ووالدتها، معلمة، من أصل إنجليزي.
بدأ حب بوندار للعلوم عندما كانت طفلة. بنى والدها مختبرًا في السرداب حيث أجرت كثيرًا من التجارب. حلمت بوندار بأن تصبح رائدة فضاء.
بسبب تصميمها على إثبات كفاءتها كامرأة، تلقت بوندار تعليمًا شاملًا. تخرجت بوندار من مدرسة السير جيمس دان الثانوية في سو ساينت ماري بمقاطعة أونتاريو. حصلت على بكالوريوس العلوم في علم الحيوان والزراعة من جامعة غويلف (عام 1968) وماجستير العلوم في علم الأمراض التجريبي من جامعة ويسترن أونتاريو (عام 1971) ودكتوراه في العلوم العصبية من جامعة تورنتو (عام 1974) ودكتوراه في الطب من جامعة ماكماستر (عام 1977). يشمل جزء من تجربة البحث الجامعية لبوندار العمل مع وزارة المصايد والغابات الكندية.

## المسار المهني

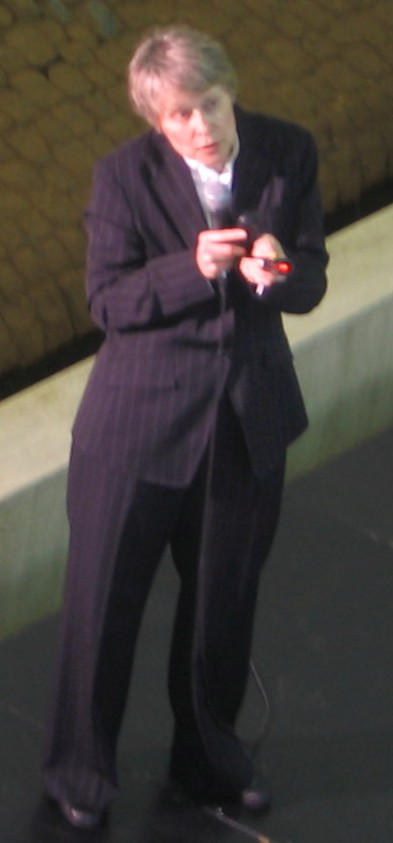
روبرتا بوندار تقدم عرضًا تقديميًا حول حماية البيئة في عام 2007.

بدأت بوندار تدريب رواد الفضاء في عام 1984، كواحدة من ستة رواد فضاء كنديين أصليين اُختيروا في عام 1983، وفي عام 1992 عُينت أخصائية الحمولة الصافية لأول بعثة مختبرية للجاذبية الصغرى الدولية (آي إم إل-1). سافرت بوندار جوًا على متن ديسكفري (مكوك الفضاء) التابع لناسا أثناء بعثة إس تي إس-42، في الفترة 22-30 يناير عام 1992، حيث أجرت خلالها أكثر من 40 تجربة في معمل الفضاء. سمح عملها بدراسة آثار أوضاع الجاذبية المنخفضة على جسم الإنسان لوكالة ناسا بتجهيز رواد الفضاء للإقامات الطويلة في محطة الفضاء.
بعد مهنتها كرائدة فضاء، قادت بوندار فريقًا دوليًا من الباحثين في وكالة ناسا لأكثر من عقد من الزمان، إذ فحصوا البيانات التي حصلوا عليها من رواد الفضاء في البعثات الفضائية لفهم التقنيات الكامنة وراء قدرة الجسم على التعافي من التعرض للفضاء بشكل أفضل. أخذ بحث بوندار في التعافي من الفضاء بعين الاعتبار الارتباط بمرض باركنسون بالإضافة إلى التأثيرات العصبية الأخرى.
تابعت بوندار اهتماماتها في التصوير الفوتوغرافي مع التركيز على البيئات الطبيعية. كانت طالبة وحصلت على مرتبة الشرف في التصوير الفوتوغرافي المحترف للطبيعة في معهد بروكس للتصوير الفوتوغرافي بسانتا باربارا بولاية كاليفورنيا. وهي مؤلفة لأربعة كتب مقالية مصورة تعرض فيها تصويرها الفوتوغرافي للأرض. تشمل هذه الكتب المنشورة منظر الأحلام والرؤية العاطفية: اكتشاف الحدائق الوطنية الكندية وحافة الأرض الجافة ولمس الأرض. كانت بوندار أيضًا قافزة حرة معتمدة وغواصة تحت الماء وطيارة خاصة.
كانت بوندار أيضًا مستشارة ومتحدثة لمنظمات متنوعة، بالاعتماد على خبرتها كرائدة فضاء وطبيبة وباحثة علمية ومصورة وكاتبة ومفسرة بيئية وقائدة فريق. لا يمكن العثور على مقابلات بوندار من الراديو والتلفزيون فقط، ولكنها لعبت أيضًا دورًا في فيلم المصير في الفضاء. علاوةً على ذلك، اُستشيرت بوندار لخبرتها في البرامج التي استحوذت على الإقلاع الحرفي والرمزي للعلم الرائد - أي مكوك الفضاء.
في عام 2009، سجلت بوندار مؤسسة روبرتا بوندار كمؤسسة خيرية غير ربحية. تركز المؤسسة على الوعي البيئي.

## أوسمة وجوائز وتقديرات
بوندار حائزة على العديد من الأوسمة والجوائز من المنظمات والجامعات في جميع أنحاء كندا. تشمل هذه الأوسمة جائزة فانير في عام 1985 وجائزة فريدريك ووكر (كيسي) بالدوين في عام 1985.
كانت بوندار أول رائدة فضاء تحصل على نجمة في ممر الشهرة في كندا. قُلدت منصبًا في 1 أكتوبر عام 2011 في مسرح إلغين في تورونتو.
عملت بوندار مستشارة لجامعة ترينت لفترتين منذ عام 2003 وحتى عام 2009.

## ريادة الفضاء
شاركت في المهمات الفضائية:
- STS-42.

## جوائز
حصلت على جوائز منها:
- Officer of the Order of Canada
- Canadian Medical Hall of Fame
- Canada's Walk of Fame.